# Рей Луз'є
Рей Луз'є — американський рок-барабанщик. Рей був ударником у Army of Anyone, що включає лідера Filter Річарда Патріка і братів Діна ДеЛео і Роберта ДеЛео з Stone Temple Pilots. 1 листопада 2007 року Рей став новим барабанщиком ню-метал — групи Korn.

## Біографія
Рей Луз'є народився 14 червня 1970 і ріс у Вест — Ньюйтоні, невеликому містечку в годині їзди від Піттсбурга. Рей взяв кілька уроків на піаніно, але швидко переключився на ударні у віці п'яти років. Першу справжню барабанну установку Рей отримав у подарунок від своїх батьків, які його завжди підтримували, коли йому було сім років. Хоча Рей був самоучкою, він грав у джазових, концертних і парадних групах. У віці 15 років він зустрівся з місцевим гітаристом і вступив у свою першу рок-групу.
Після закінчення школи в 1988 році Луз'є переїхав до Голлівуд, Каліфорнія, щоб продовжити свою освіту у відомому Musicians Institute. У 1989 він закінчив факультет ударної техніки в Musicians Institute. Лузьє пізніше повернувся в MI і давав уроки ударної майстерності як викладач (1992—2001).
Лузьє найбільш відомий по спільній роботі з Дейвідом Лі Ротом, з яким він грав на ударних з 1997 по 2005. Луз'є також грав з The Hideous Sun Demons, прогрессів-рок-ф'южн тріо сформованим з колишніх одногрупників Дейвіда Лі Рота, Тоши Хікета (гітара) і Джеймс ЛоМензо(бас).
У 2004 Луз'є випустив DVD з відеоуроками. Диск містить широкий спектр уроків, включаючи техніку двох бас-барабанів, брейки і вправи на координацію. Диск можна придбати через amazon.com і Hal Leonard Publishing Co.
Лузьє закінчив записуватися в новому проекті Трейсі Джі Goaded в травні 2007.